# Leidyosuchus
Leidyosuchus (significando o crocodilo de "Leidy")  é um gênero extinto de aligatoróide do Cretáceo Superior de Alberta. Foi nomeado em 1907 por Lawrence Lambe, e a espécie-tipo é L. canadensis. É conhecido a partir de um certo número de espécimes da  Formação Dinosaur Park do meio da era Campaniana. Foi um aligatorídeo de tamanho médio, com um comprimento máximo de crânio maior do que 40 centímetros (16 in).
Um determinado número de espécies tinha sido atribuído a este gênero através dos anos, incluindo: o L. acutidentatus (Sternberg, 1932), do Paleoceno de Saskatchewan; o L. formidabilis (Erickson, 1976), do Paleoceno de Dakota do Norte e do Wyoming; o L. gilmorei (Mook, 1942), do Campaniano de Alberta; o L. multidentatus (Mook, 1930); o L. riggsi (Schmidt, 1938); o L. sternbergi (Gilmore, 1910), do Maastrichtiano (Cretáceo Superior) do Colorado, Montana, Dakota do Norte, Dakota do Sul, e do Wyoming; e o L. wilsoni (Mook, 1959), do Eoceno do Wyoming. Entretanto, em 1997 Chris Brochu reavaliou o gênero e reatribuiu a maioria das espécies, transferindo o L. acutidentatus, o L. formidabilis, o L. sternbergi, e o L. wilsoni para o novo gênero Borealosuchus, e o L. multidentatus para o novo gênero Listrognathosuchus, propondo o L. gilmorei como um sinônimo para o L. canadensis, tendo descoberto que o L. riggsi estava muito fragmentário para ser determinável.